# Atriplex micrantha
Atriplex micrantha är en amarantväxtart som beskrevs av Carl Friedrich von Ledebour. Enligt Catalogue of Life ingår Atriplex micrantha i släktet fetmållor och familjen amarantväxter, men enligt Dyntaxa är tillhörigheten istället släktet fetmållor och familjen amarantväxter. Arten förekommer tillfälligt i Sverige, men reproducerar sig inte. Inga underarter finns listade i Catalogue of Life.